# Conistra pseudogallica
Conistra pseudogallica là một loài bướm đêm trong họ Noctuidae.